# شاهزاده حسین (کرج)
بقعه و درختان کهنسال شاهزاده حسین مربوط به اواخر دوره تیموریان است و در کرج، ۲۵ کیلومتر جنوب شرقی سد فرعی امیرکبیر واقع شده و این اثر در تاریخ ۲۱ اردیبهشت ۱۳۵۳ با شمارهٔ ثبت ۹۶۸ به‌ عنوان یکی از آثار ملی ایران به ثبت رسیده است.